# Salman Pletsch
Salman Pletsch war ein jüdischer Wundarzt, der von Mitte 1395 bis Mitte 1396 als Stadtphysicus in Frankfurt am Main tätig war.

## Leben
Die früheste Erwähnung von Salman Pletsch findet sich wahrscheinlich 1375, als ein Jude aus Frankfurt sich mit einem in Kreuznach ansässigen jüdischen Arzt Salman in Mainz treffen wollte. 1392 führte Salman Pletsch in Frankfurt einen Beleidigungsprozess gegen einen Christen, der ihn Hurensohn genannt hatte. Zu dieser Zeit wohnte er offenbar nicht in Frankfurt. Im Juni 1394 wurde er, in Regensburg lebend, in den Dienst der Stadt Frankfurt genommen, trat diesen aber erst ein Jahr später an.
Im Anstellungsvertrag werden ihm ein Lohn von 36 Gulden jährlich sowie 6 Ellen Tuch für Kleidung zugesichert. Zu seinen Pflichten gehörten die kostenlose Behandlung der Stadtbediensteten und der Kranken im Hospital zum heiligen Geist. Bei den übrigen Bürgern war es ihm erlaubt, eine angemessene Vergütung einzufordern.
Während seiner Zeit in Frankfurt wurde Salman Pletsch nicht in die Stättigkeit aufgenommen. Auch trug er nicht den Talar der Ärzte, sondern als Wundarzt lediglich die Kleidung der Stadtangestellten. Da es keine späteren Eintragungen zu ihm gibt, wird angenommen, dass er die Stadt Mitte 1396 verlassen hat.